# Classe Ethan Allen
Pour les articles homonymes, voir Ethan Allen.
La classe Ethan Allen est une classe de sous-marin nucléaires lanceurs d'engins (SNLE) de l'United States Navy, dont les unités furent en service de 1961 à 1992 près une période de construction répartie sur quatre années (1959-1963) pour élaborer un total de cinq sous-marins.

## Description
Évolution de la précédente classe de SNLE, la classe George Washington, les bâtiments de la classe Ethan Allen peuvent toutefois être considérés comme les premiers véritables lanceurs d'engins de la flotte américaine du fait que l'architecture de leurs prédécesseurs était principalement basée sur les sous-marins nucléaires d'attaque de la classe Skipjack, au contraire des sous-marins de la classe Ethan Allen, plus longs et d'un tonnage plus important,.
Les quartiers de l'équipage sont également plus importants.
Le 6 mai 1962, le navire de tête fut le premier SNLE à lancer un missile mer-sol (missile balistique) Polaris A-2 dont toutes les unités furent équipées dès leur lancement. Ils furent ensuite modifiés pour pouvoir accueillir des missiles Polaris A-3 sans toutefois être un jour équipés de la version suivante, les Poseidon.
Tous les bâtiments de cette classe furent convertis en sous-marins nucléaire d’attaque (SNA) durant les années 1980. Néanmoins, du fait de leur faible niveau de silence, du fait qu’ils possèdent d’un sonar aux capacités limitées et qu’ils ne sont pas originellement prévus pour un emploi important de leurs tubes lance-torpilles, cette conversion est bien souvent considérée comme non concluante. Ces conversions menèrent au retrait du service anticipé de trois unités : le Ethan Allen en 1983, le Thomas A. Edison la même année ainsi que le Thomas Jefferson en 1985.

## Unités
Cinq bâtiments composent la classe Ethan Allen avec des numéros de coque allant de SSBN-608 à SSBN-611 puis SSBN-618,,,. Après leur reconversion en SNA, ils ne sont plus désignés par SSBN mais par SSN.
| Numéro de quille | Nom                  | Commande         | Pose de la quille | Lancement        | Acquisition      | Mise en service | Retrait du service | Fin de recyclage  |
| ---------------- | -------------------- | ---------------- | ----------------- | ---------------- | ---------------- | --------------- | ------------------ | ----------------- |
| SSBN-608         | USS Ethan Allen      | 17 juillet 1958  | 14 septembre 1959 | 22 novembre 1960 | 15 mai 1961      | 8 août 1961     | 31 mars 1983       | 30 juillet 1999   |
| SSBN-609         | USS Sam Houston      | 1er juillet 1959 | 28 décembre 1959  | 2 février 1961   | 6 mars 1962      | 6 mars 1962     | 6 septembre 1991   | 3 février 1992    |
| SSBN-610         | USS Thomas A. Edison | 1er juillet 1959 | 15 mars 1960      | 15 juin 1961     | 10 mars 1962     | 10 mars 1962    | 1er décembre 1983  | 1er décembre 1997 |
| SSBN-611         | USS John Marshall    | 1er juillet 1959 | 4 avril 1960      | 15 juillet 1961  | 21 mai 1962      | 21 mai 1962     | 22 juillet 1992    | 29 mars 1993      |
| SSBN-618         | USS Thomas Jefferson | 22 juillet 1960  | 3 février 1961    | 24 février 1962  | 11 novembre 1962 | 5 janvier 1963  | 24 janvier 1985    | 6 mars 1998       |

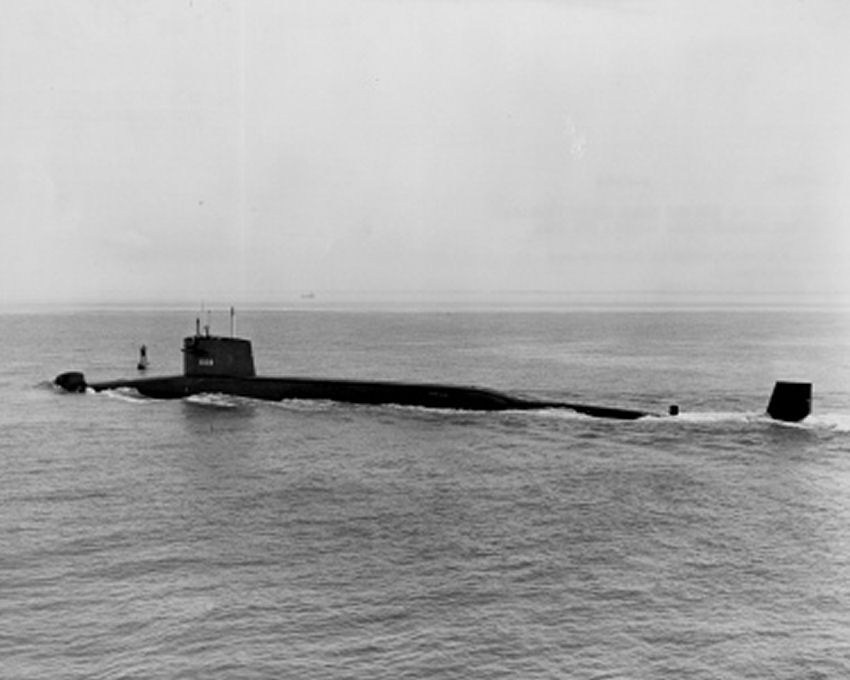
Le Ethan Allen en mer le 21 mars 1962.
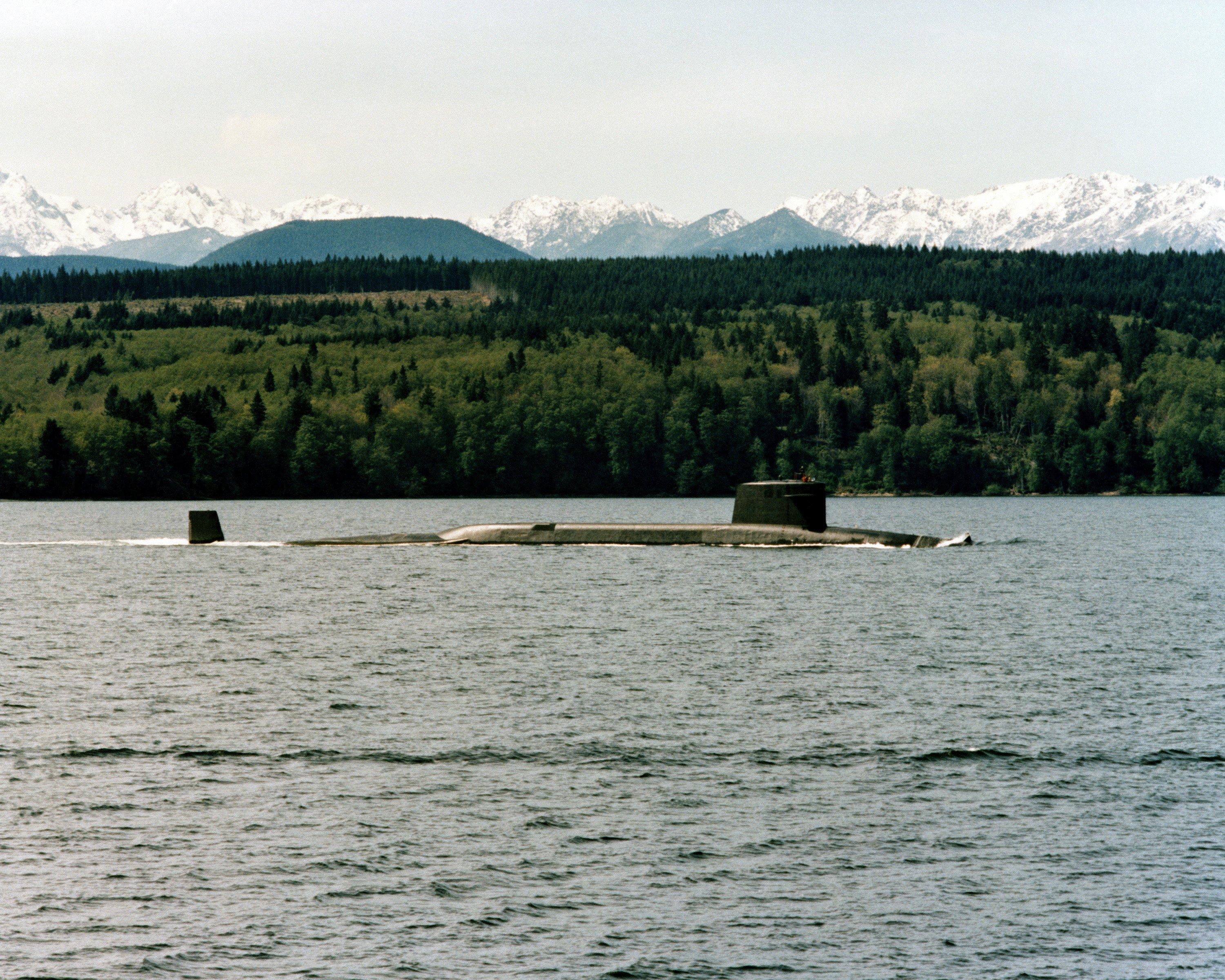
Le Sam Houston passant par le canal Hood en 1981.
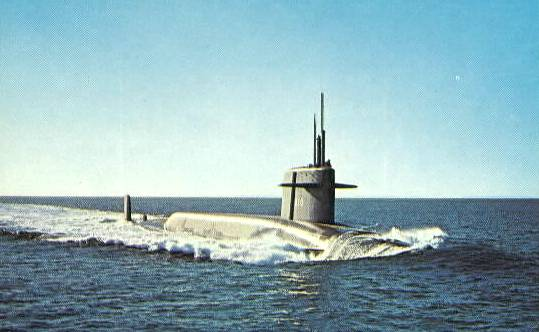
Le Thomas Edison.
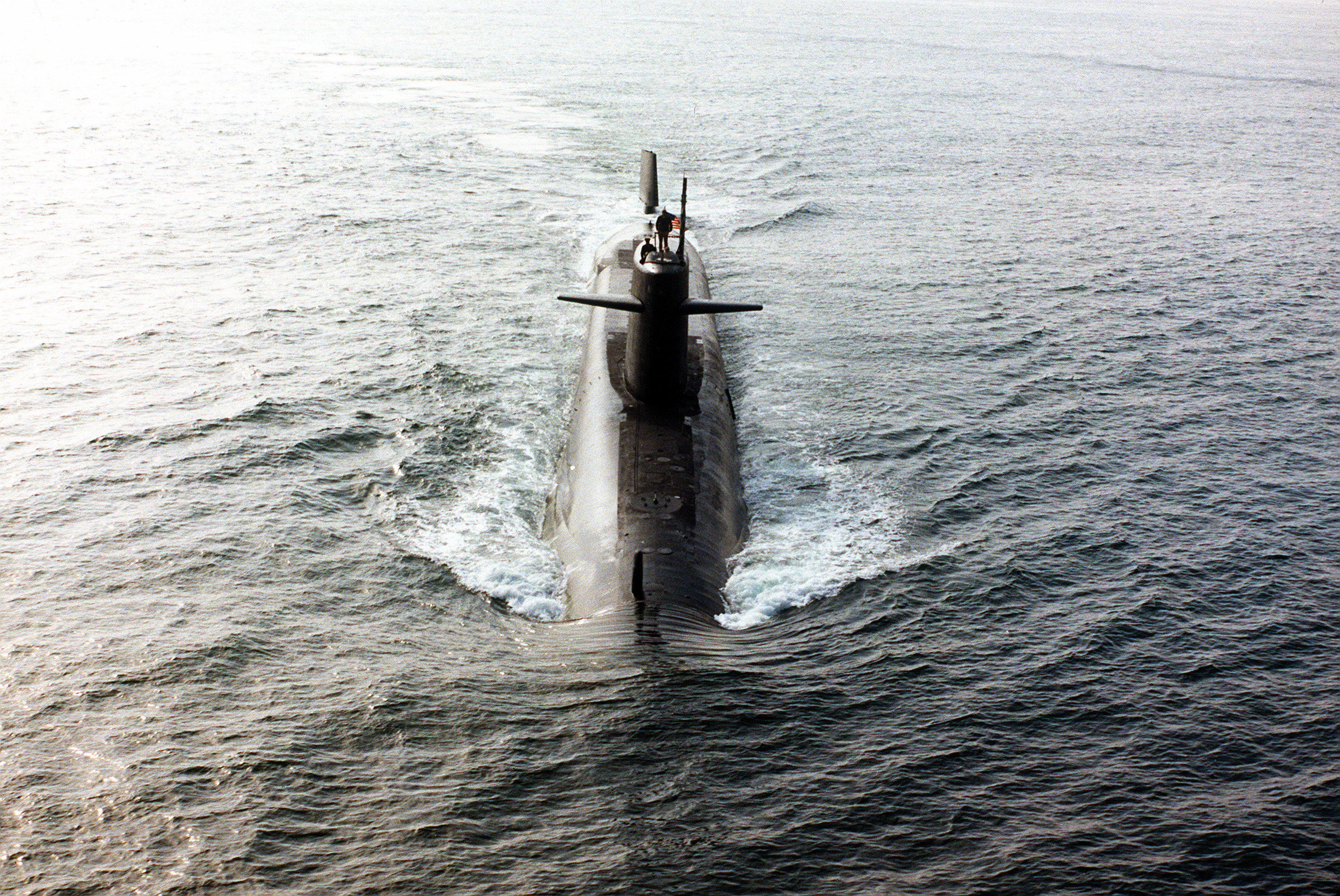
Le Thomas Jefferson en juin 1976.

## Dans la fiction
Dans le roman Octobre Rouge de Tom Clancy, le sous-marin tête de classe Ethan Allen est détruit à proximité de l'Octobre Rouge pour faire croire aux Soviétiques que ce dernier a bien été détruit.

## Sources
- (en) Cet article est partiellement ou en totalité issu de l’article de Wikipédia en anglais intitulé « Ethan Allen-class submarine » (voir la liste des auteurs).